# Luiz Felipe Ventura dos Santos
Felipe, teljes nevén Luiz Felipe Ventura dos Santos (Rio de Janeiro, 1984. február 22. –) brazil utánpótlás válogatott labdarúgó, kapus.

## Sikerei, díjai

### Klub
Vitória
- Bahiai állami bajnokság: 2003, 2004, 2005

Corinthians
- Brazil másodosztályú bajnok: 2008
- São Paulo-i állami bajnokság: 2009
- Brazil kupagyőztes: 2009

Flamengo
- Rio de Janeiro-i állami bajnokság: 2011, 2014
- Brazil kupagyőztes: 2013

### Válogatott
Brazília 
- Dél-amerikai U17-es labdarúgó-bajnokság: 2001

### Egyéni elismerés
- A Rio de Janeiro-i állami bajnokság legjobb kapusa: 2011

## További információ
- futpedia Archiválva 2009. április 1-i dátummal a Wayback Machine-ben (portugálul)
- CBF[halott link] (portugálul)
- sambafoot
- placar (portugálul)
- Guardian Stats Centre Archiválva 2012. augusztus 31-i dátummal a Wayback Machine-ben
- Luiz Felipe Ventura dos Santos adatlapja a Soccerway oldalon (angolul)